# Episodi di Law & Order: Organized Crime (quarta stagione)
La quarta stagione della serie televisiva Law & Order: Organized Crime, composta da 13 episodi, è stata trasmessa per la prima volta negli Stati Uniti d'America, dall'emittente NBC, dal 18 gennaio al 16 maggio 2024.
In Italia la stagione è stata trasmessa in prima visione assoluta da Top Crime dall'11 settembre al 16 ottobre 2024.
| nº | Titolo originale     | Titolo italiano            | Prima TV USA     | Prima TV Italia   |
| -- | -------------------- | -------------------------- | ---------------- | ----------------- |
| 1  | Memory Lane          | Viale dei ricordi          | 18 gennaio 2024  | 11 settembre 2024 |
| 2  | Deliver Us from Evil | Liberaci dal male          | 25 gennaio 2024  | 11 settembre 2024 |
| 3  | End of Innocence     | La fine dell'innocenza     | 1º febbraio 2024 | 18 settembre 2024 |
| 4  | The Last Supper      | L'ultima cena              | 8 febbraio 2024  | 18 settembre 2024 |
| 5  | Missing Persons      | Persone scomparse          | 22 febbraio 2024 | 25 settembre 2024 |
| 6  | Beyond the Sea       | Al di là del mare          | 29 febbraio 2024 | 25 settembre 2024 |
| 7  | Original Sin         | Peccato originale          | 14 marzo 2024    | 2 ottobre 2024    |
| 8  | Sins of Our Fathers  | I peccati dei nostri padri | 21 marzo 2024    | 2 ottobre 2024    |
| 9  | Semper Fi            | Semper fidelis             | 11 aprile 2024   | 9 ottobre 2024    |
| 10 | Crossroads           | Incroci                    | 18 aprile 2024   | 9 ottobre 2024    |
| 11 | Redcoat              | Redcoat                    | 2 maggio 2024    | 16 ottobre 2024   |
| 12 | Goodnight            | Buonanotte                 | 9 maggio 2024    | 16 ottobre 2024   |
| 13 | Stabler's Lament     | Il lamento di Stabler      | 16 maggio 2024   | 16 ottobre 2024   |

## Viale dei ricordi
- Titolo originale: Memory Lane
- Diretto da: Jon Cassar
- Scritto da: John Shiban e Amy Berg

### Trama
Stabler deve affrontare rapidi cambiamenti al lavoro e a casa dopo essere tornato da un pericoloso incarico sotto copertura. Nel frattempo, Bell assume un nuovo consulente il cui programma di intelligenza artificiale potrebbe rivoluzionare le indagini della polizia. Jet e Reyes sono in difficoltà per l'assenza di Whelan.
- Ascolti Italia: telespettatori 95 000 – share 0,5%[4]

## Liberaci dal male
- Titolo originale: Deliver Us from Evil
- Diretto da: Jonathan Brown
- Scritto da: Will Pascoe e Bridget Tyler

### Trama
Un attentato mortale causa la morte di un leader spirituale; durante le indagini Stabler collabora con Bashir, un agente specializzato in crimini d'odio, che è convinto che l'attentato faccia parte di una cospirazione più ampia. Intanto, le tensioni aumentano all'interno della task force con Jet che fatica a coinvolgere la sua squadra nel programma di Vargas. Reyes lotta con i suoi sentimenti per Jet mentre Stabler incontra anche la dottoressa Melinda Warner, che non vedeva da dodici anni. Il fratello separato di Elliot, Randall, viene invitato a New York dalla madre, che vuole vederlo.
- Guest star: Tamara Tunie (Dottoressa Melinda Warner), Ellen Burstyn (Bernadette Stabler), Dean Norris (Randall Stabler).
- Curiosità: in questo episodio debutta il personaggio di Randall Stabler.
- Ascolti Italia: telespettatori 95 000 – share 0,5%[4]

## La fine dell'innocenza
- Titolo originale: End of Innocence
- Diretto da: Jon Cassar
- Scritto da: Amy Berg e Katrina Cabrera Ortega

### Trama
Stabler e Bashir cercano un richiedente asilo e suo figlio scomparsi dalla moschea. Ciò li porta a un giro di contrabbando che utilizza i rifugiati afghani per contrabbandare gemme all'interno degli Stati Uniti. I due interrompono il giro, uccidono i mandanti dietro l'attentato e salvano il figlio del richiedente asilo, che era tenuto in ostaggio per ricattare suo padre. Stabler scopre che suo fratello minore Joe è tornato a New York.
- Ascolti Italia: telespettatori 147 000 – share 0,8%[5]

## L'ultima cena
- Titolo originale: The Last Supper
- Diretto da: Stephen Surjik
- Scritto da: John Shiban e Liz Sagal

### Trama
La vedova Santos contatta Stabler e accetta di testimoniare per Carisi, entrando nella protezione testimoni con i suoi due figli, poiché la sua famiglia è minacciata da Los, suo cognato. L'Organized Crime nasconde la vedova e i suoi figli in un rifugio sorvegliato a turno dalla squadra (a eccezione di Stabler, dispensato dall'incarico perché ha ucciso il padre dei ragazzi) finché i testimoni non potranno essere prelevati. Intanto, Stabler organizza una cena di famiglia a casa sua in modo che tutta la famiglia possa rivedere sua madre. La cena degenera in discussioni e recriminazioni da ubriachi man mano che vengono svelati segreti del passato. Stabler viene richiamato quando Los Santos e i suoi uomini fanno irruzione nel rifugio dopo essere stati informati dalla figlia. Durante lo scontro a fuoco Stabler si fa strada nella casa e cerca di far uscire Santos e la squadra. Il figlio della vedova Santos prende una pistola e spara a Bell, e Stabler gli spara per impedirgli di colpire qualcun altro. Bell viene portata d'urgenza in ospedale e Stabler viene sospeso in attesa di un'indagine degli Affari Interni sulla sparatoria.
- Guest Star: Peter Scanavino (Viceprocuratore Dominick 'Sonny' Carisi, Jr.), Dean Norris (Randall Stabler).
- Curiosità: l'agente Bashir ottiene il grado di detective e si unisce ufficialmente alla squadra Organized Crime.
- Ascolti Italia: telespettatori 147 000 – share 0,8%[5]

## Persone scomparse
- Titolo originale: Missing Persons
- Diretto da: Amy Berg
- Scritto da: Davon Briggs

### Trama
Bell si sta riprendendo in ospedale. Stabler viene sospeso e sta facendo le pulizie dopo la cena quando trova dell'eroina. Jet e Reyes vengono interrogati dagli Affari Interni. Un'amica di Rita Lasku, la cameriera che Stabler ha aiutato mentre era sotto copertura con i Kosta, dice a Stabler che Rita è scomparsa e gli mostra un video di lei a una festa con il procuratore distrettuale di Westbrook. Stabler si presenta a casa del procuratore distrettuale e chiede della sua amica Rita, ma viene sbattuto in prigione dal suo capo, Meredith Bonner. Stabler scopre che anche una cameriera locale è scomparsa dopo una festa. Desideroso che Stabler la ritrovi, il fratello della cameriera scomparsa dà al poliziotto il telefonino usa e getta della sorella. Jet, Reyes e Vargas arrivano subito dopo aver rintracciato il telefonino di Stabler a Long Island. Stabler chiama un numero sul telefonino della cameriera e gli viene inviato un video di Rita legata in un bunker. Stabler trova il bunker e libera la cameriera che è legata all'interno. Viene aggredito dal rapitore, che scappa dopo un combattimento. Una volta fuori, Stabler trova e dissotterra il corpo di Rita dalla sabbia. Intanto, Bonner assume la direzione delle indagini; presto vengono trovati altri corpi tra le dune.
- Guest star: Izabela Vidovic (Rita Lasku).
- Nota: il personaggio di Rita Lasku ritorna per un secondo arco narrativo in questo episodio, dopo il suo primo arco narrativo che faceva parte della seconda stagione della serie.
- Ascolti Italia: telespettatori 217 000 – share 1,1%[6]

## Al di là del mare
- Titolo originale: Beyond the Sea
- Diretto da: Jean de Segonzac
- Scritto da: John Shiban e Will Pascoe

### Trama
Quando diversi corpi vengono ritrovati in una città di mare, Stabler si fa strada tra la politica e i segreti della comunità affiatata per trovare un potenziale serial killer. Jet porta un testimone sotto la sua protezione. Le tensioni aumentano quando Stabler salta l'interrogatorio degli Affari Interni.
- Guest star: Izabela Vidovic (Rita Lasku).
- Ascolti Italia: telespettatori 217 000 – share 1,1%[6]

## Peccato originale
- Titolo originale: Original Sin
- Diretto da: Juan José Campanella
- Scritto da: Liz Sagal e Bridget Tyler

### Trama
La squadra appoggia Stabler, intenzionato a perseguire un caso di omicidio fuori giurisdizione, poiché un improbabile alleato fornisce loro una prova chiave. Intanto, Bell cerca di trovare un modo per riportare Stabler al lavoro, mentre la Bonner viene esonerata dal caso, destituita dal suo ruolo e sostituita temporaneamente da suo padre, il giudice Bonner.
- Guest star: Dann Florek (Capitano Donald Cragen).
- Ascolti Italia: telespettatori 157 000 – share 0,8%[7]

## I peccati dei nostri padri
- Titolo originale: Sins of Our Father
- Diretto da: Milena Govich
- Scritto da: Katrina Cabrera Ortega e Amy Berg

### Trama
In un flashback del 1983 si vede una scena dell'infanzia di Eric Bonner, ed in particolare un litigio che potrebbe averlo traumatizzato. Mentre Bell e la squadra escogitano un piano per portare ufficialmente il caso Westbrook sotto la loro giurisdizione, l'ex capo Bonner lotta con domande senza risposta sul suo passato e sulla sua amata città. Stabler apprende l'esito dell'indagine degli Affari Interni nei propri confronti. Nel frattempo la squadra, indagando sul passato, scopre che molte persone sono state condannate a pene molto pesanti nonostante avessero commesso reati minori, e persino per un omicidio mai commesso. Tutti hanno qualcosa in comune. Bell rientra in servizio e, con l'aiuto della squadra, smaschera il giro di corruzione al cui vertice c'è una persona insospettabile, il giudice Bonner.
- Guest star: Dann Florek (Capitano Donald Cragen), Ellen Burstyn (Bernadette Stabler), Dean Norris (Randall Stabler), Michael Trotter (Joseph Stabler, Jr.).
- Ascolti Italia: telespettatori 157 000 – share 0,8%[7]

## Semper fidelis
- Titolo originale: Semper Fi
- Diretto da: Carlos Bernard
- Scritto da: John Shiban e Katie Letien

### Trama
Elliot Stabler si appoggia alla sua rete militare per cercare l'origine di un traffico di eroina dal Medio Oriente agli Stati Uniti, entrando sotto copertura in una comunità di recupero e supporto per veterani con problemi. L'identità assunta di Harry Drummond, un militare reduce dal servizio nei Marines in Iraq e Kuwait sembra reggere, ma qualcuno ha dei sospetti. L'eroina viene utilizzata dagli ex soldati come rimedio per i dolori fisici e psicologici, e questo potrebbe giustificare il loro comportamento. Elliot e Randall scoprono anche il collegamento del fratello minore entrando di nascosto nel suo appartamento e trovandolo ricolmo di droga. Joe Jr. intraprende un'azione drastica quando i suoi fratelli cercano di convincerlo ad andare in riabilitazione per disintossicarsi dall'eroina. Stabler alla fine convince una persona della comunità a portarlo alla fattoria dei Boone, luogo di origine della droga. Intanto Reyes torna finalmente a far parte della squadra.
- Guest star: Ellen Burstyn (Bernadette Stabler), Dean Norris (Randall Stabler), Michael Trotter (Joseph Stabler, Jr.), Stephen Lang (Angus Boone), Lois Smith (Doris Boone).
- Ascolti Italia: telespettatori 146 000 – share 0,8%[8]

## Incroci
- Titolo originale: Crossroads
- Diretto da: Jon Cassar
- Scritto da: Amy Berg e Davon Briggs

### Trama
Stabler ormai è perfettamente inserito sotto copertura nella fattoria dei Boone e nel gruppo di recupero dei veterani, mentre la squadra cerca di smantellare un traffico di droga che usa il nascondiglio nella fattoria, che ufficialmente produce miele. In assenza di Stabler, Randall è costretto a cercare Joe Jr. da solo e finisce inevitabilmente nei guai. Dopo che Sam viene ucciso, Stabler scopre che dietro i traffici di Angus e Doris Boone si celano le manovre di qualcuno di molto più potente, di nome Redcoat. 
- Guest star: Stephen Lang (Angus Boone), Lois Smith (Doris Boone).

- Ascolti Italia: telespettatori 146 000 – share 0,8%[8]

## Redcoat
- Titolo originale: Redcoat
- Diretto da: Leslie Hope
- Scritto da: Liz Sagal

### Trama
Stabler fatica a mantenere il suo rango come parte della cerchia ristretta della fattoria quando il suo più grande alleato viene interrogato. La squadra scopre l'identità del loro obiettivo principale, ma è troppo tardi per fermare l'arrivo della sua nuova spedizione.
- Guest star: Stephen Lang (Angus Boone), Lois Smith (Doris Boone).
- Ascolti Italia: telespettatori 162 000 – share 0,9%[9]

## Buonanotte
- Titolo originale: Goodnight
- Diretto da: Gonzalo Amat
- Scritto da: Amy Berg e Will Pascoe

### Trama
Stabler e Randall rapiscono Joe Jr. e gli impongono una scelta: disintossicarsi o andare in prigione. Nel frattempo, il piano di Vargas e Jet di interrompere le rotte del contrabbando di Emery porta a un pericoloso tentativo di salvataggio.
- Ascolti Italia: telespettatori 162 000 – share 0,9%[9]

## Il lamento di Stabler
- Titolo originale: Stabler's Lament
- Diretto da: Jon Cassar
- Scritto da: John Shiban

### Trama
Quando l'ATF Bureau pianifica un raid nel magazzino di Redcoat, Trisha promette di aiutare Stabler a tenere Joe Jr. al sicuro. Bell si trova di fronte all'uomo che ha ucciso Sam. Un'altra cena in famiglia Stabler fa salire la tensione.
- Ascolti Italia: telespettatori 162 000 – share 0,9%[9]